# Върбенова къща
Върбеновата или Константиновата къща e известна архитектурна постройка в центъра на Плевен, на така наречената Стара главна улица.

## История
Къщата е построена за българския търговец и общественик Димитър Константинов, известен и като Върбенов. Тя е емблематична плевенска сграда и е една от най-впечатляващите за времето си постройки в града. Издигната е в 1890 година или в 1899 година и е построена като копие на малък виенски дворец по проект на виенския архитект Велцфелд. Голяма част от строителните материали, както и изпълнителите на декоративните детайли са докарани от Австро-Унгария. Зданието е с богато украсени стълбища и с красиви барокови орнаменти.
Сградата по-късно е използвана за кабинети, клиника и исторически музей.